# إعبلين

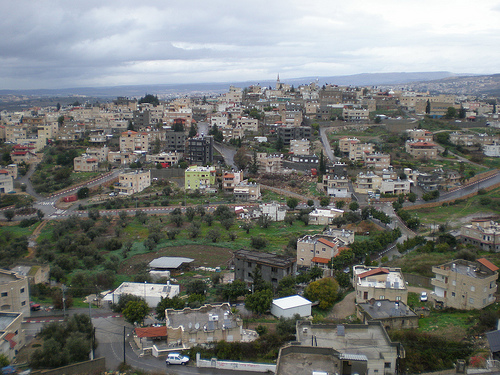
قرية عبلين

إعبلين هي قرية تقع في منطقة الجليل وإداريًا في المنطقة الشمالية شمال الارض المحتله. يبلغ عدد سكانها حوالي 13,000 نسمة جميعهم عرب.
- 54% منهم مسلمون
- 46% منهم مسيحيون

يقدر مساحتها بـِ 18,000 كيلومتر مربع.
بحسب معطيات دائر الاحصاء المركزيّة فموقع القرية على المعيار الاجتماعي-الاقتصادي هو 3 من أصل 10 حتّى عام 2019.

## التاريخ
وجدت عَبَلّين في العصور القديمة، فقد ذكرت في التلمود والميشناه باسم «أبلييم» (يلفظ: أفلاييم)، اما في زمن الحروب الصليبية فقد سميت ب«بيت أبلين».
يعتبر المسيحيون الكاثوليك عَبَلّين مقدسة لأن الراهبة مريم بواردي، التي اشتهرت باسم مريم من حرفيش، وُلدت فيه عام 1846. توفيت الراهبة في 1878 وفي 1983 أعلنها بابا الفاتيكان يوحنا بولس الثاني مباركة، اعتمادا على الإيمان بأنها رأت مريم العذراء.
في عام 1965 اتى الاب إلياس شقور (أسرائيلي من مواليد القرية المهجرة كفر برعم) الذي عين مطران الجليل في بداية القرن الواحد والعشرين، وأقام بعد اقامته مؤسسات عبلين التعليمية التي بدأت كروضة وثانوية ومن ثم كلية وابتدائية واعدادية وقد حصل على رخصة جامعة وتم افتتاحها منذ مدة قصيرة.
.

## التسمية
تتضارب الاراء حول اصل التسمية لتعدد الأسماء وتشابهها، حيث لا توجد مصادر تؤكد نسبة التسمية، علما ان عبلين مرت بفترات تاريخية عديدة. فمنهم من يقول:(عاب اللعين) إذ نعت قائد القرية الذي خان أهل بلدة ويقال انه كان يسيطر على البلدة وعلى ما حولها من وديان وأماكن ربط حيث ان وادي اعبلين يعد من الطرق الرئيسية التي كانت تؤدي إلى ميناء عكا العريق، ويقول مؤرخون انها كانت بلد يهودية اسمها ايلين، معناها بالارامية السهل الخصب وكثير الخضرة والماء. واخرون يدعون ان عبلين هو اسم محرف عن زبلون وذلك ابان العصر الروماني حيث عرفت باسم افلين بعد ما نهبها القائد الروماني جالوس، وبعد ذلك اتى المسلمون العرب وقطنوا فيها وحرفوا اسمها لعبلين لكن لا يوجد اية مصادر توثق هذا الشيء.

## لمحة جغرافية وتاريخية
ترتفع قرية «عبلين» عن سطح البحر المتوسط حوالي 125 مترا. وتقع إلى الشرق من حيفا على بعد 25 كيلومترا، وشفا عمرو هي أقرب بلدة إليها. وتشير الآثار التي تم العثور عليها في القرية وضواحيها إلى وجود أشكال متعددة للسكن البشري (الإنساني) فيها. ويعود هذا السكن إلى عدة قرون قبل الميلاد.
ومرّت في البلاد شعوب وأقوام مختلفة على مر العصور تركوا بصماتهم الحضارية على مجمل مركبات الحياة في القرية.
وتأثرت القرية بعادات وتقاليد وردتها مع وصول المحتلين والجيوش والتجار وسواهم.
وكان الرحالة الفارسي ناصر خسرو قد زار عبلين وكتب واصفا جولته «ثم واصلت السير من الدامون إلى قرية أخرى تسمى إعبلين، وبها قبر هود فزرته، وكان بحظيرته شجرة خرنوب. وكان ذلك في عام 1061 هـ».
واهتم ظاهر العمر بقرية عبلين، حيث شهدت تطورا عمرانيا، منها تشييد سور لحمايتها وبعض المباني فيها. وكان لسياسته العامة وأسلوب حكمه كبير الأثر في تطور الحياة العامة في الجليل. فأخذت عشرات العائلات بالقدوم إلى شفاعمرو وعبلين وحيفا ودير حنا وعرابة وسخنين وسواها للعيش فيها لما نعمت به من روح المسامحة والأمان.
وكان نصيب عبلين من سياسة هذا الحاكم جيدا، ما سهل في عملية نمو القرية وتقدمها. ومن الشخصيات اللامعة في تاريخ عبلين «عقيلة آغا الحاسي» وهو جزائري الأصل هاجر والده موسى إلى شمال مصر ثم إلى غزة ثم وصل عقيلة إلى ولاية عكا فآنضم إلى جيش إبراهيم باشا المصري في عام 1832 عندما احتل الأخير بلاد الشام. إلا أن عقيلة انضم فيما بعد إلى الثائرين على إبراهيم باشا فشرد إلى شرقي الأردن حتى انتهى الحكم المصري عن بلاد الشام، فوصل إلى مرج ابن عامر، فخدم الدولة العثمانية على رأس فرقة من رجال العشائر في طبريا وصفد. وقدّم خدمات الحماية للرحالة والبحاثة الأمريكي لينش في عام 1848، حيث صدّ هجوم جماعة من العربان قرب البحر الميت على هذا الرحالة، فذاع صيته في البلاد وخارجها. إلا أن الدولة العثمانية خططت للتخلص منه خوفا من استمرار ارتفاع مكانته، فاعتقل ونفي إلى بلغاريا ثم عاد إلى الجليل وصالحته الدولة.
وعرف عقيلة الحاسي بموقفه الشهم والنبيل في العام 1860 عندما منع محاولات عدد من المسلمين في الجليل بالهجوم على قرى المسيحيين استمرارا للفتنة الطائفية البغيضة التي عصفت بلبنان وسوريا في العام ذاته. فجمع عددا من وجهاء وعقلاء المسلمين في عكا والناصرة وعمل معهم على تجنيب الجليل خاصة وفلسطين عامة ويلات اشرس حرب كان من الممكن ان تُحدث خراباً وبالاً.
مقابل هذه الخدمات الجليلة للمجتمع العربي المسيحي في الجليل ارسل نابوليون الثالث ملك فرنسا لعقيلة الحاسي وساما ومسدسا تعبيرا عن تقديره لموقفه وعمله النبيلين في شد أزر وحدة أبناء الشعب الواحد من خلال حماية المسيحيين.
وتنقل عقيلة الحاسي بين الجليل وشرقي الأردن عدة مرات حسب ظروف علاقاته مع الدولة العثمانية. وتوفي عام 1870 ودفن في عبلين بجانب اخيه صالح.

## احصائيات
بلغ عدد سكان قرية عبلين في العام 1922 حوالي 820 نسمة. وازداد العدد في العام 1931 ليصل إلى حوالي 1120 نسمة. وبلغ في العام 1945 حوالي 1650 نسمة. وفي عام 1967 بلغ عدد سكان القرية حوالي 2400 نسمة. وفي عام 1990 حوالي 7000 نسمة. وفي عام 2007 حوالي 11500 نسمة.في عام 2010 حسب دائرة الإحصاء المركزية بلغ عدد سكان القرية 11766 نسمه وتتدرج البلدة في سلم الوضع الاقتصادي والاجتماعي 3 من اصل 10. أمّا بحسب تقرير دائرة الاحصاء المركزية أنّ متوسّط الدّخل حتّى عام 2019، فقد بلغ متوسّط الدّخل الشهريّ للرّجال 7,866 ومتوسّط الدخل الشّهري للنّساء 5,080 شيكل. 

## اثار القرية العريقة
تكثر الآثار القديمة في القرية وحواليها. حيث عثرت بعثات التنقيب البريطانية زمن الانتداب على فلسطين، والبعثات الإسرائيلية بعد عام 1948 على مدافن كثيرة منقورة في الصخور، وعلى آبار لخزن المياه وبقايا مقابر وأساسات جدران. وفيها بقايا حصن وأبراج مستديرة وزخارف.
وما زال في القرية عدد من المباني القديمة، قسم منها مستعمل كجزء مكمل للبيوت الحديثة التي اقيمت إلى جانبها وقسم منها غير مستعمل لعدم ملائمته لظروف الحياة المعاصرة.

## أسماء بعض الأراضي والمناطق في عبلين
لكل قرية أراضيها التي تحمل أسماء مختلفة إما لموقعها أو نسبة لأحد ملاكيها وأصحابها أو لحدث وقع فيها.
وهكذا الحال في قرية عبلين، فالأسماء كثيرة. نورد بعضا منها للفائدة والمعرفة: «وعرة البطم» ـ لكثرة شجر البطم في هذه المنطقة الواقعة شمالي القرية. «وادي صبيح» ـ بالقرب من جبل أبو مدوّر، وذلك نسبة لشخص يقال انه سمي بهذا الاسم لأن الشمس تشرق به قبل أن تشرق على القرية. «جبل الغول» ـ نسبة لرجل لقب بهذا الاسم وذلك انه امتاز بضخامة جسمه وشجاعته وهو يعقوب يوسف زيدان. ولما بنى سيادة المطران الياس شقور مدرسة مار الياس الثانوية على هذا الجبل حُول الاسم إلى «جبل النور» تيمنا بدور ورسالة المدرسة في نشر نور المعرفة والأخلاق. «عين عافية» ـ الواقعة في الجهة الجنوبية من القرية لكونها مكان استراحة وفيها عين ماء تعيد للإنسان عافيته وصحته. «الزقاق» ـ وهو طريق ضيقة في الجزء القديم من القرية. «جبل أبو مدور» ـ يبلغ ارتفاعه حوالي200 م عن سطح البحر.

## المساجد والكنائس
في القرية خمس كنائس: كنيسة مار جوارجيوس للروم الأرثوذكس ويقوم على خدمة رعيتها الايكونوموس سابا حاج، وكنيسة مار جوارجيوس للروم الكاثوليك ويقوم على خدمة رعيتها الاب ميشيل طعمه. والكنيستان تقعان في وسط البلدة القديمة. الكنيسة الثالثة فهي كنيسة «العظة على الجبل» التي شيدها سيادة المطران شقور في مجمع مؤسسات مار الياس التربوية على جبل النور في عام 2005(الافتتاح) بتقدمات وتبرعات من الجماعات البوذية في اليابان وعدد من رجال الخير في بقاع المعمورة. اما الكنيسة الرابعة فهي كنيسة الإخوة المسيحيين تأسست هذه الكنيسة في سنة 1978، وأخيرًا ومع إعلان ابنة القرية مريم بواردي قديسة عالمية دشنت يوم السبت 17/4/2015 كابيلا (كنيسة صغيرة) والقديسة الجديدة مريم يسوع المصلوب بواردي شفيعة هذه الكنيسة.
وفي القرية ثلاثة مساجد؛ الأول وهو القديم ويعود تاريخه إلى أيام حكم الشيخ ظاهر العمر حاكم الجليل في منتصف القرن الثامن عشر، وهو موجود في الجزء القديم من القرية وإلى جانبه عدد من المباني القديمة والعريقة. والمسجد الثاني (مسجد السلام) حديث البناء في مدخل القرية، والمسجد الثالث المقام حديثا في حي (ام الشتوية) غرب جنوب البلدة. وتقام في الكنائس والمساجد الشعائر الدينية وفعاليات روحية واجتماعية لخدمة أبناء القرية كافة.

## المؤسسات التربوية والاجتماعية
تأسست أول مدرسة ابتدائية في القرية في العهد العثماني في العام 1901. ودرس فيها عدد قليل من أبناء القرية. وتأسست أول مدرسة ابتدائية في العهد الانتدابي في العام 1939 والتي تعرف حاليا بـ «مدرسة عبلين ب». وتم تأسيس مدرسة ابتدائية أخرى للبنات في العام 1942. وكان التعليم في مدرسة البنات حتى الصف الرابع. بينما استمر التعليم في مدرسة البنين حتى نهاية الصف الثامن. لهذا وجدت بعض البنات فرصة متابعة الدراسة في مدرسة البنين، فسرعان ما تحولت إلى مدرسة مختلطة في نهاية الانتداب البريطاني في فترة كان ذلك امرا غير عادي.
وكان في القرية سابقا مدرسة روسية أسستها البعثة الروسية القيصرية إلى فلسطين قبل الحرب العالمية الأولى.
والذين حالفهم الحظ بمتابعة الدراسة كان ذووهم يرسلونهم إلى الكلية العربية في القدس أو إلى مؤسسات مشابهة في حيفا والناصرة.
وتم تأسيس مدرستين ابتدائيتين بعد العام 1948، وهما المدرسة (أ) والمدرسة (ج). وكذلك تأسيس اعدادية إلى حين فصل صفوف منها وضمها إلى المدرستين المذكورتين قبل عامين.
وكان في القرية مدرسة ثانوية عملت من مطلع السبعينات بصفة مستقلة حتى إغلاقها في العام 1982 في اعقاب مبادرة الاب إلياس شقور بتأسيس مدرسة مار الياس الثانوية للنهوض بالتعليم الثانوي في عبلين.
أما مدرسة مار الياس الثانوية فانطلقت في العام 1981 ـ 1982 بـ 90 طالبا و 4 معلمين. وتطورت مع مرور الزمن حتى بلغ عدد طلابها في العام الدراسي الحالي 2007 زهاء 1300 طالبا يعلمهم حوالي 100 معلم في عشرات الفروع التعليمية.
وتابع مؤسس المدرسة مشروعه التربوي فأقام مدرسة الهندسيين في العام 1994 حيث يدرس الطلاب فيها للقب الهندسي في فروع مختلفة منها الحاسوب والبناء والتصميم المعماري والتغذية وغيرها. ومن ثم تم تأسيس مركز استكمال المعلمين في العام 1997 الذي قدم خدمات تعليمية وإثراء وبرامج حديثة لمعلمي الرياضيات والإنجليزية وغيرها من مواضيع التدريس في المدارس. وجاء بعد ذلك دور مدرسة مريم بواردي الابتدائية التي تأسست في العام 1998 واكتملت في العام 2006 بعد بلوغها الصف الثامن. وبإمكان الطالب ان يدرس في المدرسة الابتدائية ويتابع دراسته حتى المرحلة الثانوية وما بعدها. وبمبادرة عدد المثقفين والأكاديميين أعلن الاب الياس شقور عن تأسيس أول جامعة عربية في البلاد في عام 2003 وذلك بالاتفاق مع جامعة انديانابوليس في الولايات المتحدة، حيث يدرس الطالب في فروع الكيمياء والحاسوب والاتصالات.
وكان الأب الياس شقور قد اقام فور تكليفه رعاية كنيسة الروم الكاثوليك في عبلين في العام 1965 روضات للاطفال تحمل اسم قديسة القرية مريم بواردي، بلغ عدد أطفالها في هذا العام حوالي 300. وكذلك مكتبة للاطفال والشبيبة، وسهرت على رعايتها ومعونته راهبات مار يوسف الفاضلات اللواتي لهن فضل كبير على أبناء القرية على مدار قرابة اربعين عاما من الخدمة الإنسانية والروحية والاجتماعية.
وحظيت القرية بسمعة وشهرة في اطراف العالم بفضل جولات سيادة المطران الياس شقور. فحضر وما زال المئات من المتطوعين من أوروبا وأمريكا واستراليا لتقديم الخدمات الإنسانية والاجتماعية ودعم المشاريع التربوية في مؤسسات مار الياس التربوية وهيئات ومرافق الخدمة الأخرى في القرية. وليس هذا فحسب بل أن اهتمام أطراف رسمية وهيئات اهلية محلية وعالمية بالقرية وما يجري فيها قد ازداد مع السنين. وخلاصة الأمر أن مؤسسات مار الياس التربوية تستقطب زهاء 3000 طالب وموظف وعامل بشكل يومي وعلى مدار العام الدراسي.
ويدرس عدد كبير من أبناء عبلين في المعاهد التعليمية العليا في البلاد وخارجها في عدة مواضيع، من ابرزها الهندسة والطب والصيدلة والحقوق والهندسة والتعليم. وجدير ذكره في هذا السياق أن المدرسة الثانوية في مؤسسات مار الياس التربوية قد حصدت في هذا العام عددًا كبيرا من المنح الدراسية للمتفوقين لمتابعة دراساتهم العليا في معهد التخنيون، وأن عددًا كبيرا من خريجي المدرسة قد التحق بكليات الطب التابعة لكبريات الجامعات في البلاد.
وتحظى القرية بعدد من الخدمات التربوية والتعليمية كمعاهد رعاية الطفولة والأولاد في ضائقة وغيرها، كمعهد الحنان ومعهد الأمل... مما تحمل من رسالة نبيلة في خدمة الإنسان والحفاظ على كرامته ومكانته وسط مجتمعه.
أمّا المعطيات التّعليميّة بحسب دائرة الاحصاء المركزيّة بلغ نسبة مستحقّي شهادة البجروت للعام الدراسيّ 2021-2020 هي % 78.2، ونسبة الطّلاب الّذين التحقوا بالتّعليم الأكاديميّ فقد بلغت %2.8. 

## معرض صور

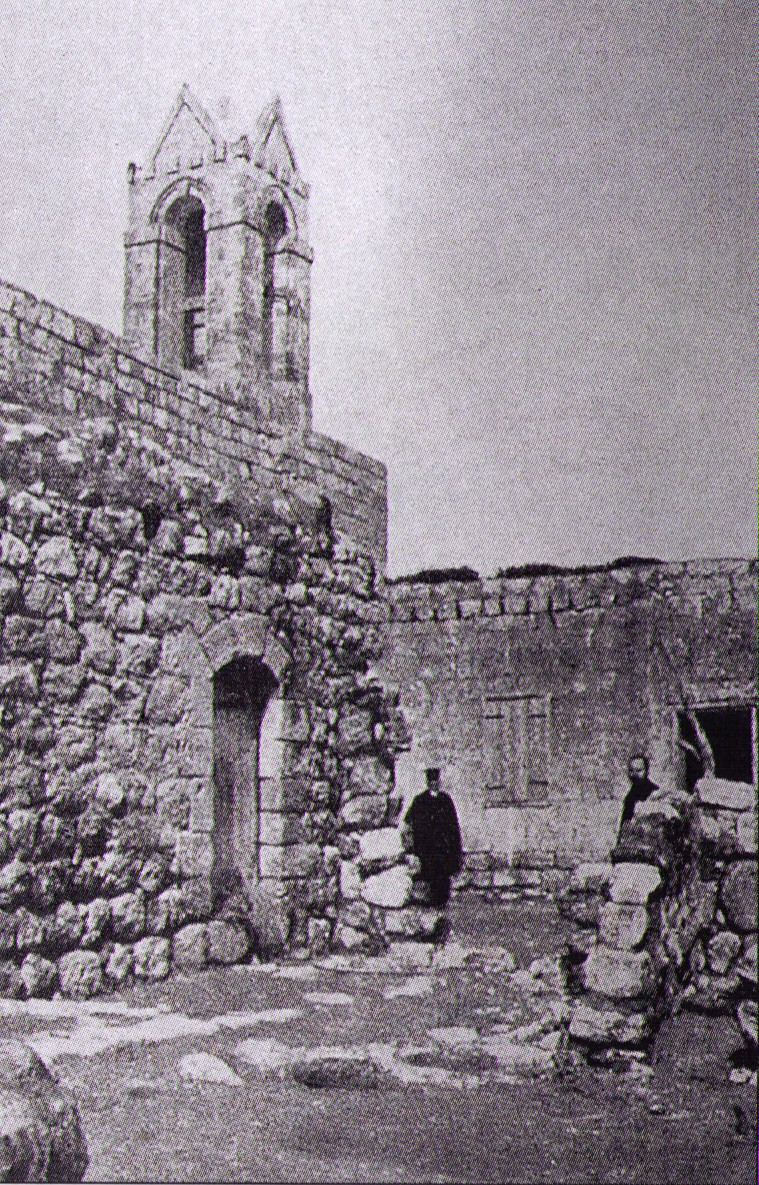
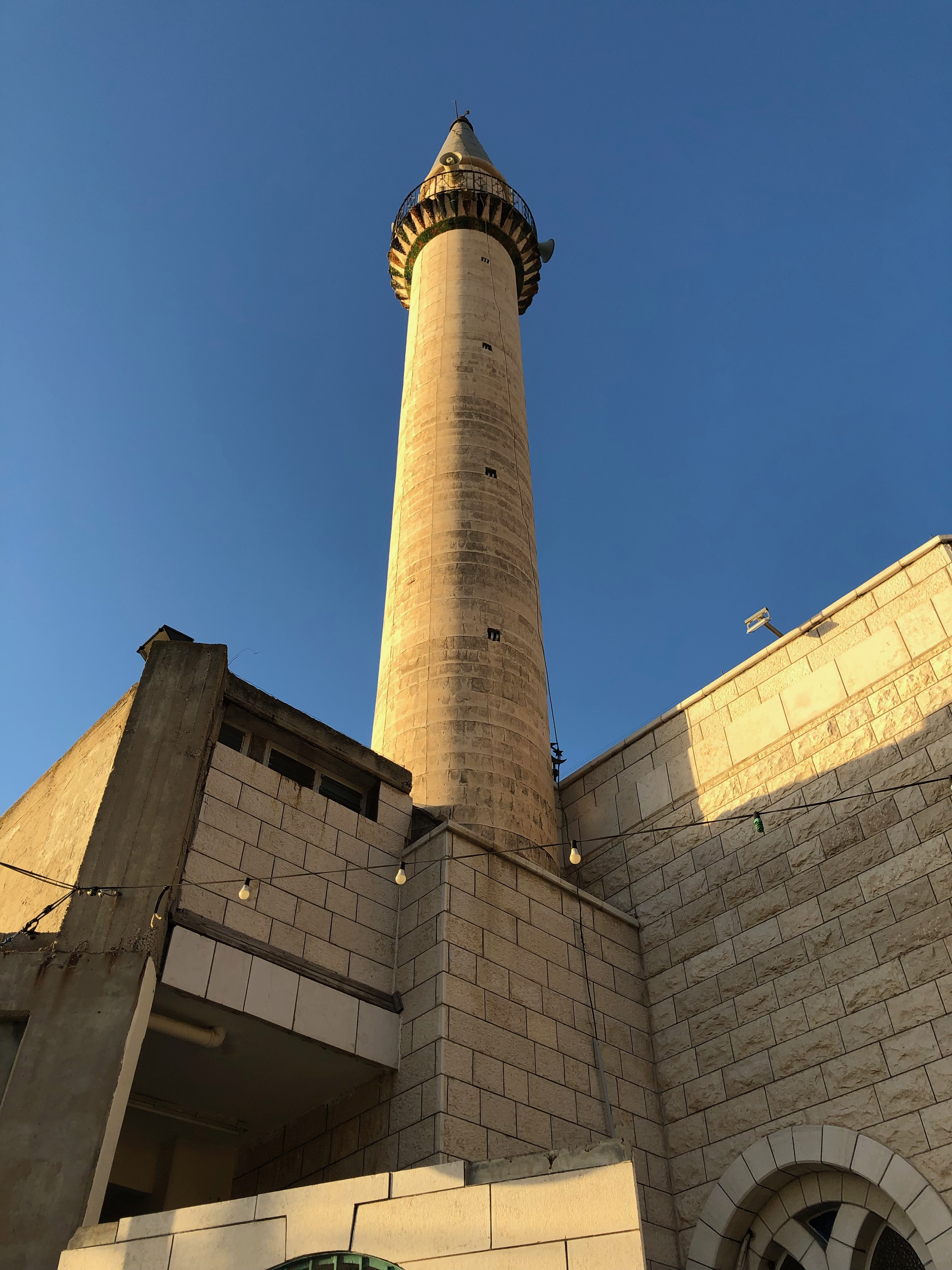
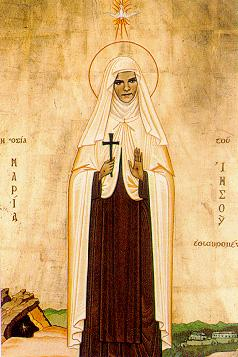

## روابط خارجية
- فيلم قصير عن قرية عبلين
- مجلس عبلين المحلي